# Praagse burcht

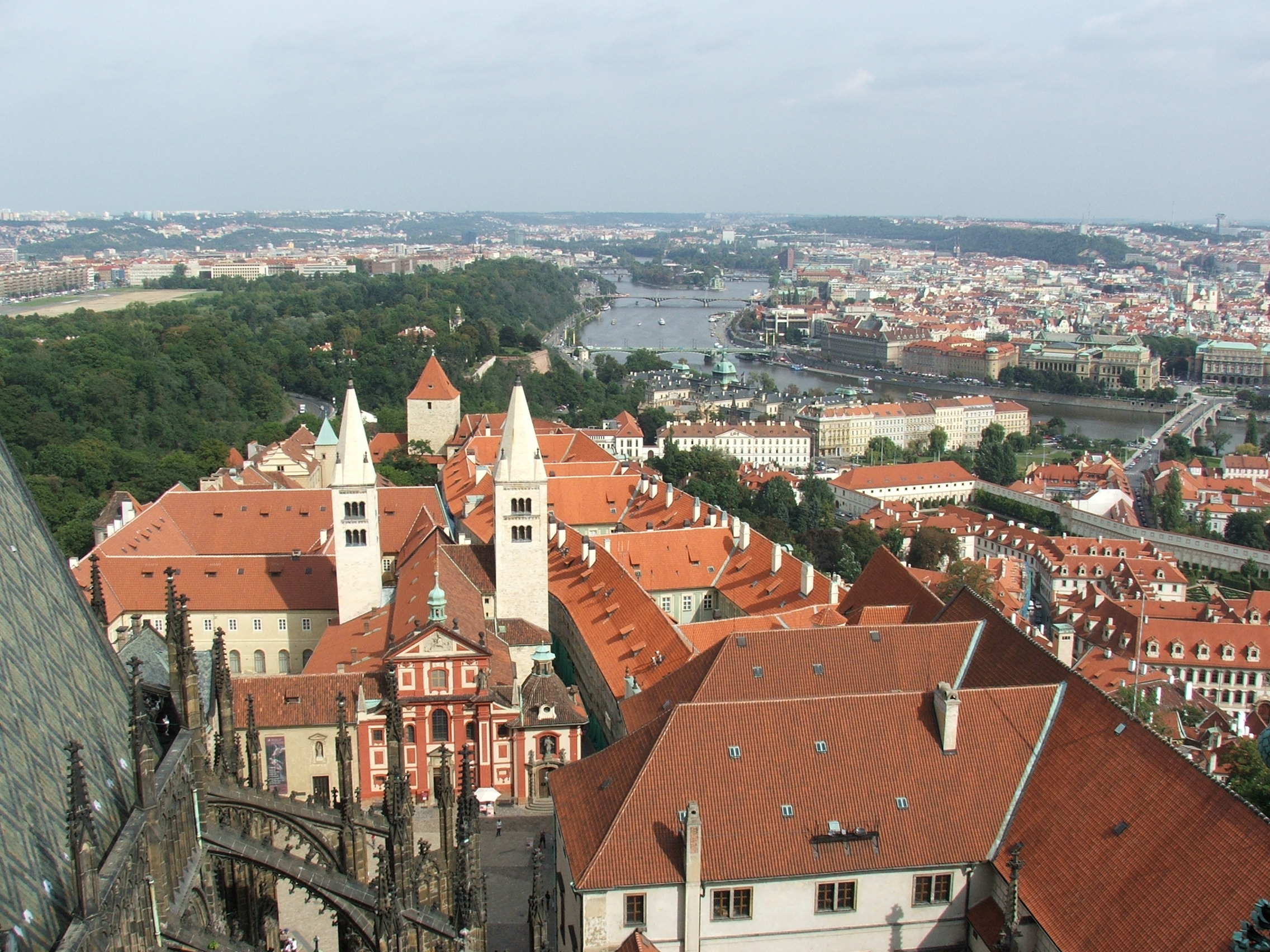
Uitzicht vanuit de Sint-Vituskathedraal met op de voorgrond de Sint-Jorisbasiliek

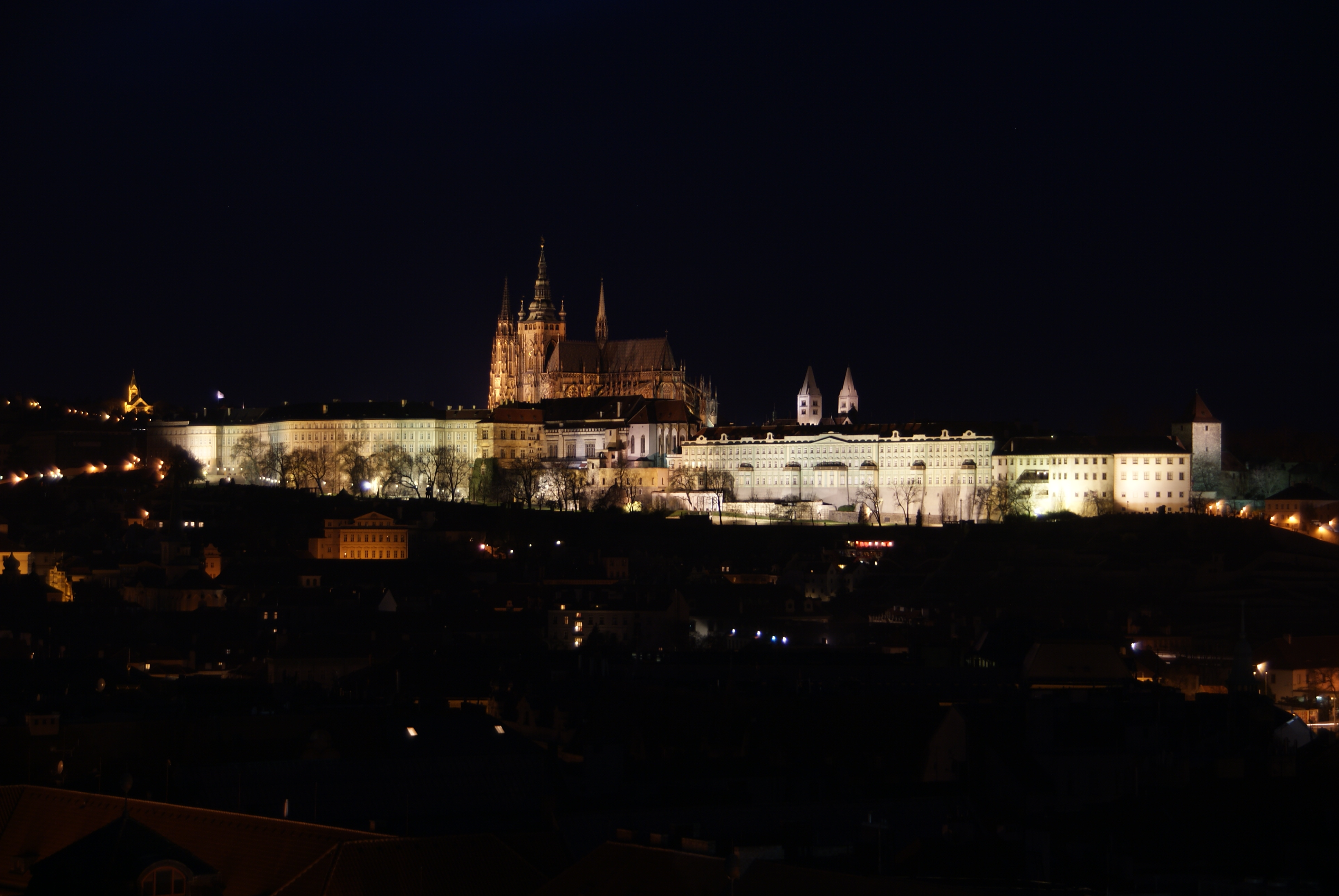
Praagse burcht 's nachts

De Praagse burcht (Tsjechisch: Pražský hrad), ook wel Burcht van Praag of Kasteel van Praag genoemd, is een burcht in de Tsjechische stad Praag op de heuvel en burchtwijk Hradčany.

## Geschiedenis
De originele Praagse burcht stamt uit 880 en is gesticht door Borovoj, de oudst bekende vorst van de Przemysliden. De huidige gebouwen zijn in drie stijlperioden verankerd: romaans, gotiek en classicisme. Het begin werd gemaakt door vorst Wenceslaus I. Op de "Heuvel der Goden" liet hij in 925 een rond gebouw als veilige schrijn voor de hand van Sint-Vitus bouwen. De met houten palen omheinde vesting werd in de 11e eeuw door koning Bretislav I door een stenen burcht vervangen.
De Praagse burcht vormt een van de grootste gesloten paleizencomplexen ter wereld. Alleen de voorzijde is al een halve kilometer lang. De burcht is de grootste burcht ter wereld, met een oppervlakte van 7,5 ha.

## Indeling
De Praagse burcht en omgeving bestaat uit diverse binnenpleinen, kerken en paleizen zoals onder andere:
- Praagse burcht
- Sint-Vituskathedraal
- Koninklijk paleis van Praag (Starý královský palác en Nový královský palác)
- Hradčanské náméstí (Hradčanyplein of Burchtplein)
- Swarzenberský palác (Schwarzenbergpaleis)
- Sternberský palác (Sternbergpaleis) met de Nationale Galerie
- První nádvoří (Eerste binnenplaats)
- Druhé nádvoří (Tweede binnenplaats)
- Derde binnenplaats
- Matyášova brána (Matthiaspoort)
- Obrazárna Pražského hradu (Schilderijengalerie van het Praagse kasteel)
- Informační středisko pražského hradu (Informatiecentrum van het Praagse kasteel)
- Sint-Jorisbasiliek
- Gouden Straatje
- Lobkowiczpaleis

In de burcht wordt de Wenceslaskroon bewaard die slechts eenmaal per tien jaar aan het publiek wordt getoond.
Ten noorden van de burcht liggen de Koninklijke Tuinen met daarin:
- Het Zomerpaleis van koningin Anna